# 황진성 (축구 선수)
황진성(黃辰成, 1984년 5월 5일 ~ )은 대한민국의 전 축구 선수로서 포지션은 미드필더였다.

## 개요
서울갈현초등학교, 목동중학교, 포항제철공업고등학교를 졸업하였다. 창조적인 패스와 뛰어난 기술로 인하여 '재간둥이'라는 별명이 붙었다. 놀라운 플레이로 팬들을 열광시켜 '포항의 판타지스타(Fantasista)'라는 별명을 얻기도 하였다. 브라질의 카카와 플레이스타일이 비슷하다고 하여 '황카카'라는 별명이 붙었다.

## 축구인 생활

### 선수 생활
보인정보산업고등학교 소속이었으나 포항 스틸러스의 브라질 유학 프로젝트에 선발되어 브라질로 1년 간 축구 유학을 다녀 온 뒤 포항제철공업고등학교로 전학하여 포항의 유소년 시스템 아래에서 성장하기 시작하였다. 2003년 포항스틸러스에 입단했다. 2003년 11월 5일에 열린 대전 시티즌과의 K리그 경기에서 프로 데뷔골을 기록했다. 이후 포항에서 2004년 K-리그 준우승, 2008년 FA컵 우승과 2007년 FA컵 준우승에 공헌하였다. 2007 시즌 이후 경쟁자인 따바레즈가 이적한 뒤 독보적인 주전으로 도약하였다.
2008년 2월, 황진성은 포항 스틸러스와 3년 재계약에 합의했다. 2009년 챔피언스리그 개편 이후 첫 ACL 우승에 기여하였다.
2011년 4월 16일 프로 데뷔 이후 첫 2경기 연속 멀티골을 기록하였다. 2012년 4월 22일 전북 현대 모터스와의 홈 경기에서 결승골을 터뜨리며 프로 통산 30골-30도움을 달성하였고 8월 19일 대구 FC와의 홈 경기에서 1골 2도움을 기록하며 리그 역사상 7번째로 50도움을 기록하였다. 11월 29일 FC 서울과의 홈 경기에서 페널티킥으로 골을 터뜨리며 30-30클럽 가입 후 7개월 만에 리그 통산 14번째로 40-40클럽에 가입하게 되었다. 매 라운드마다 선정되는 K리그 주간 MVP에 한 시즌 동안 5회 선정되며 2012년 최다 수상의 영예를 안았고, 데뷔 10년 만에 처음으로 K리그 베스트 11 미드필더 부문에 선정되었다.
2013 시즌을 앞두고 구단과의 재계약에 난항을 겪은 데다가 군 입대 문제와 맞물려 팀의 터키 전지 훈련에 참가하지 못하고 국내에서 개인 훈련에 매진했던 황진성은 ACL 참가명단 추가등록 마감일인 2월 18일, 가까스로 재계약에 합의하며 포항 스틸러스 원클럽맨으로서의 활약을 이어가게 되었다. 2013년 5월 18일 포항 최초로 개인 통산 100공격포인트를 달성하였고, 5월 26일, 포항의 레전드인 공문배의 최다 출장 기록을 넘어섰다. 그러나 2013 시즌을 마친 뒤 소속팀 포항과의 재계약 협상 중 군 문제, 부상 등의 사유로 인해 의견 차이를 좁히지 못하여 계약에 난항을 겪다가 FA 협상 기간이 지나며 팀과 결별 수순을 밟았다.
2014년 8월 벨기에 2부 리그의 AFC 튀비즈에 입단하였다. 10월 초 데뷔전에서 도움을 기록하는 활약을 펼쳤다. 2014년 10월 6일 열린 롬멀 유나이티드와의 경기에서 튀비즈 이적 후 첫 골을 기록했다. 이후 4개월 간 14경기 3골 4도움의 활약을 펼쳤다.
2014년 12월, 일본 J리그 디비전 2 교토 상가 FC로의 이적을 발표하였고, 2015년 8월 파지아노 오카야마로 이적하였다.
2016년 1월, K리그 클래식 성남 FC로 이적하며 국내 무대로 복귀하였다. 11월 20일 강원 FC와의 플레이오프에서 그림과도 같은 프리킥 동점골을 기록했으나, 끝내 성남의 강등의 막지는 못하였다.
2016년 12월, 강원 FC와 2년 계약을 맺고 이적하였다.

#### 클럽 경기 출장 기록
2013년 12월 1일 기준
| 클럽          | 시즌 | 리그 | 리그 | 국내 FA컵 | 국내 FA컵 | 리그컵 | 리그컵 | 대륙 대회 | 대륙 대회 | 통산 | 통산 |
| 클럽          | 시즌 | 출장 | 득점 | 출장      | 득점      | 출장   | 득점   | 출장      | 득점      | 출장 | 득점 |
| ------------- | ---- | ---- | ---- | --------- | --------- | ------ | ------ | --------- | --------- | ---- | ---- |
| 포항 스틸러스 | 2003 | 19   | 1    | 3         | 0         | -      | -      | -         | -         | 22   | 1    |
| 포항 스틸러스 | 2004 | 16   | 1    | 1         | 0         | 8      | 2      | -         | -         | 25   | 3    |
| 포항 스틸러스 | 2005 | 21   | 2    | 3         | 1         | 9      | 0      | -         | -         | 33   | 3    |
| 포항 스틸러스 | 2006 | 12   | 3    | 1         | 0         | 11     | 1      | -         | -         | 24   | 4    |
| 포항 스틸러스 | 2007 | 17   | 1    | 2         | 1         | 6      | 1      | -         | -         | 25   | 3    |
| 포항 스틸러스 | 2008 | 22   | 2    | 3         | 1         | 2      | 0      | 3         | 1         | 30   | 4    |
| 포항 스틸러스 | 2009 | 15   | 2    | 0         | 0         | 3      | 2      | 8         | 1         | 26   | 5    |
| 포항 스틸러스 | 2010 | 22   | 4    | 1         | 0         | 3      | 1      | 7         | 0         | 33   | 5    |
| 포항 스틸러스 | 2011 | 27   | 6    | 4         | 0         | 3      | 0      | -         | -         | 34   | 6    |
| 포항 스틸러스 | 2012 | 41   | 12   | 4         | 2         | -      | -      | 5         | 0         | 50   | 14   |
| 포항 스틸러스 | 2013 | 22   | 6    | 2         | 0         | -      | -      | 3         | 1         | 27   | 7    |
| AFC 튀비즈    | 2014 | 14   | 3    | -         | -         | -      | -      | -         | -         | 14   | 3    |
| 통산          | 통산 | 248  | 43   | 24        | 5         | 45     | 7      | 26        | 3         | 343  | 58   |

### 국가대표 생활
2012년 8월 10일 발표된 잠비아와의 A매치 소집 명단에 포함되었고, 그 경기 후반 교체 투입으로 생애 첫 A매치를 뛰었다.

## 경력

### 선수 경력
- 2003년 ~ 2013년  포항 스틸러스
- 2014년  AFC 튀비즈
- 2015년  교토 상가
- 2015년  파지아노 오카야마
- 2016년  성남 FC
- 2017년 ~ 2018년  강원 FC

## 수상

### 클럽

#### 포항 스틸러스
- K리그
  - 우승 2회 (2007년, 2013년)
  - 준우승 1회 (2004년)
- FA컵
  - 우승 3회 (2008년, 2012년, 2013년)
  - 준우승 1회 (2007년)
- 리그컵 (대한민국)
  - 피스컵 코리아 우승 1회 (2009년)
- AFC 챔피언스리그
  - 우승 1회 (2009년)
- A3 챔피언스컵 준우승 1회 (2005년)

### 개인
- K리그
  - K리그 베스트 11 MF 부문 선정 (2012년)